# Zingiber yersinii
Zingiber yersinii là một loài thực vật có hoa trong họ Gừng. Loài này được Jana Leong-Škorničková, Trần Hữu Đăng và Romana Rybková miêu tả khoa học đầu tiên năm 2015.

## Mẫu định danh
Mẫu định danh: Jana LeongŠkorničková, Romana Rybková, Jan Ponert, Trần Hữu Đăng, Trịnh Tấn Thành, Trương Quang Tâm, Trương Bá Vương HB-77; thu thập ngày 3 tháng 7 năm 2010 ở cao độ 1.518 m, tọa độ 12°7′9″B 108°56′50″Đ / 12,11917°B 108,94722°Đ, Khu bảo tồn thiên nhiên Hòn Bà, tỉnh Khánh Hòa, Việt Nam. Mẫu holotype lưu giữ tại Vườn Thực vật Singapore (SING), các isotype lưu giữ tại Vườn Thực vật Hoàng gia tại Edinburgh (E), Bảo tàng Quốc gia tại Praha (PR), Bảo tàng Tự nhiên Quốc gia Việt Nam ở Hà Nội (VNMN) và phòng mẫu cây của Khu bảo tồn thiên nhiên Hòn Bà.

## Từ nguyên
Tính từ định danh yersinii là để vinh danh bác sĩ kiêm nhà thám hiểm người Pháp gốc Thụy Sĩ Alexandre Yersin (1863-1943).

## Phân bố
Loài bản địa tỉnh Khánh Hòa (Khu bảo tồn thiên nhiên Hòn Bà), Việt Nam. Loài này dường như khá hiếm trong rừng thường xanh lá rộng ở Khu bảo tồn thiên nhiên Hòn Bà. Nó chỉ được tìm thấy gần đỉnh núi ở cao độ cao khoảng 1.500 m. Sự bắt đầu ra hoa ở nơi lấy mẫu điển hình là trong tháng 7 và có lẽ tiếp tục đến tháng 8, sau đó là sự tạo quả, dự đoán kéo dài ít nhất cho đến tháng 10.

## Mô tả
Với cành hoa bông thóc trên cuống cụm hoa mọc thẳng đứng, nó thuộc về tổ Zingiber. Giống như Z. discolor ở kích thước cụm hoa, màu sắc của hoa, nhưng khác ở chỗ mép lá của loài này hơi lượn sóng và kích thước các bộ phận hoa khác nhau.